# Liste der Kulturdenkmale in Badenweiler

In der Liste der Kulturdenkmale in Badenweiler sind Bau- und Kunstdenkmale der Gemeinde Badenweiler verzeichnet, die im „Verzeichnis der unbeweglichen Bau- und Kunstdenkmale und der zu prüfenden Objekte“ des Landesamts für Denkmalpflege Baden-Württemberg verzeichnet sind. Dieses Verzeichnis ist nicht öffentlich und kann nur bei „berechtigtem Interesse“ eingesehen werden. Die folgende Liste ist daher nicht vollständig.

## Allgemein
- Bild: Zeigt ein ausgewähltes Bild aus Commons, „Weitere Bilder“ verweist auf die Bilder im Medienarchiv Wikimedia Commons.
- Bezeichnung: Nennt den Namen, die Bezeichnung oder die Art des Kulturdenkmals.
- Lage: Straßenname und Hausnummer oder Flurstücknummer des Kulturdenkmals, gegebenenfalls auch den Ortsteil. Die Grundsortierung der Liste erfolgt nach dieser Adresse. Der Link (Karte) führt zu verschiedenen Kartendiensten mit der Position des Kulturdenkmals. Fehlt dieser Link, wurden die Koordinaten noch nicht eingetragen. Sind diese bekannt, können sie über ein Tool mit einer Kartenansicht einfach nachgetragen werden. In dieser Kartenansicht sind Kulturdenkmale ohne Koordinaten mit einem roten bzw. orangen Marker dargestellt und können durch Verschieben auf die richtige Position in der Karte mit Koordinaten versehen werden. Kulturdenkmale ohne Bild sind an einem blauen bzw. roten Marker erkennbar.
- Datierung: Baubeginn, Fertigstellung, Datum der Erstnennung oder grobe zeitliche Einordnung entsprechend des Eintrags in der zuständigen Denkmaldatenbank (Landesamt für Denkmalpflege Baden-Württemberg).
- Beschreibung: Kurzcharakteristik des Kulturdenkmals.

## Kulturdenkmale der Gemeinde Badenweiler
| Bild           | Bezeichnung                      | Lage                                       | Datierung           | Beschreibung | ID |
| -------------- | -------------------------------- | ------------------------------------------ | ------------------- | --- | -- |
|                | Pfarrhaus                        | Blauenstraße 3 (Karte)                     | 18. Jh              | Evangelisches Pfarrhaus, 18. Jh. Teil des in erhöhter Lage unmittelbar südlich der Kirche gelegen ehem. Pfarrhofs. Bezeichnend für Markgräfler Wohnbauten dieser Zeit der große Tonnengewölbe-Keller, der annähernd mittige Flur sowie die bis ins Dach führende Balustertreppe. Bauzeitliche Türen mit Schlössern und Beschlägen. In beiden Dachgeschossen liegende Konstruktionen. | BW |
| Weitere Bilder | Markgrafenbad, Cassiopeia-Therme | Ernst-Eisenlohr-Straße 1 (Karte)           | 1874–1981           | Cassiopeia-Therme, Markgrafenbad. 1874/75 wurde durch Heinrich Leonhard das sog. Marmorbad, die Keimzelle der heutigen Cassiopeia-Therme erbaut. In Grundriss (absidial schließende Badehalle) und Aufriss sowie der Baudekoration (Thermenfenster mit Karyathiden, Akroteren an Ecken und First des Giebels) bedient sich Leonhard antiker Motive und greift Elemente der gegenüberliegenden römischen Baderuine auf. Malereien im pompejanischen Stil gliedern Tonnengewölbe und Kalotte. Nach Norden war dem Bau ein Außenbecken vorgelagert. Da das Bad für nur 50 Besucher pro Tag ausgelegt war und die Behandlungsmethoden um hydroterapeutische Einrichtungen erweitert werden mussten, entschloss man sich, 1906–1908 das Bad nach Entwürfen von Ludwig Levy und August Stürzenacker zu erweitern. 1928 Anbau eines Gebäudeflügels an der Nordostseite des Markgrafenbades. Dieser rechtwinklig an der Ostseite anschließende Erweiterungsbau nimmt in seiner Grundrissform -Rechteck mit Apsis- die Grundidee Leonhards auf, enthält aber Einzelkabinen anstelle eines großen Beckens. Der Bau Levys verbindet Elemente von Badarchitektur der klassischen Antike mit Formen und Motiven der repräsentativen Barockbaukunst. Diese eklektizistische Architekturauffassung ist bezeichnend für das ausgehende 19. und beginnende 20. Jh. Nach der Erweiterung erhielt der Bau den Namen Markgrafenbad. Der starke Anstieg der Gästezahlen in den folgenden Jahrzehnten machte eine weitere Vergrößerung der Badeanlagen notwendig. Entwurf und künstlerische Oberleitung des 1958 eingeweihten „Neuen Badehauses“ lag in Händen von Horst Linde. Dem Zeitgeist entsprechend schuf er einen nahezu eigenständigen Baukörper, der sich in Form und Dekoration nicht auf die vorhandene Bebauung bezog: Stark durchfenstert mit sehr dünnem Wellendach öffnet sich der Bau zur Liegewiese und bezieht die umgebende Landschaft mit ein. Die progressive Gestaltung der 50er Jahre zeigt sich im Innern u. a. an dem nierenformähnlichen Schwimmbecken, der geschwungenen Treppe und dem Glasfenster von Georg Meistermann. In den 70er/80er Jahren des 20. Jh. erneute Erweiterung um das sog. Kuppelbad. Seit einer Modernisierung 1991–94 Umbenennung in Cassiopeia-Therme. |    |
|                | Rathaus                          | Ernst-Eisenlohr-Straße 4 (Karte)           | 19. Jh.–1910        | Rathaus und Kaiserliches Postamt, heute Rathaus, ehem. Gasthof Engel, später „Badischer“, dann „Elsässer Hof“; Kernbau des 19. Jh. – ablesbar an der Südfassade mit großem Zwerchhaus – umgebaut 1910 durch den Architekten Otto Hertel in neobarocken Formen. | BW |
|                | Hotel Park Therme                | Ernst-Eisenlohr-Straße 6 (Karte)           | 19. Jh.             | Hotel, heute Reha-Klinik Park-Therme. Seit dem 17. Jh. Gasthof, 1664 als Poststation, 1725 als Posthalterei Gasthaus Stadt Karlsruhe erwähnt. Seit dem 19. Jh. eines der führenden Hotels von Badenweiler. Der heutige Bau wird geprägt durch die Architektur des ausgehenden 19. Jh., grundlegende Renovierung 1950. Hier starb 1904 der bedeutende russische Schriftsteller Anton Tschechoff. |    |
|                | Wohnhaus                         | Lipburg, Ernst-Scheffelt-Straße 13 (Karte) | spätes 17. Jh       | Wohnhaus mit angebautem Glockenturm, spätes 17. Jh. Im Wohnhaus Keller mit Balkendecke und Stütze, liegende Dachkonstruktion. Der Turm birgt in seinem obersten Geschoss eine Glocke mit der Inschrift: Hans Ulrich Roth gos mich in Basel 1692. | BW |
|                | Alte Schule                      | Lipburg, Ernst-Scheffelt-Straße 22 (Karte) | 1913                | Alte Schule, erbaut 1913 mit Schulsaal im Obergeschoss | BW |
| Weitere Bilder | Kapelle St. Marien               | Friedrichstraße 1 (Karte)                  | 1861-1862           | Kath. Kapelle St. Marien auch Badkapelle genannt. Erbaut 1861–1862 nach Entwürfen von Heinrich Hübsch als oktogonaler Zentralbau mit Eingangshalle und halbrundem Chor. Zweifarbiges Steinmaterial, flache Ecklisenen und Terrakottafries an der Traufe. Innen graue, die Gewölbebögen betonende Fassung, dazwischen mit Goldrand eingefasste gelbliche Deckenfelder. Der ursprünglich offene Ring unter der Laterne geschlossen. Chornische 1930 mit neuem Altar von Joseph Dettlinger ausgestattet. Heinrich Hübsch setzte sich seit 1849 mit der Baugattung der oberitalienischen Taufkapellen auseinander. Hieraus geht die Idee zu diesem Kirchenbau hervor. |    |
| Weitere Bilder | Kirche St. Peter                 | Hebelweg 1 (Karte)                         | 1958                | Kath. Pfarrkirche St. Peter; erbaut 1958 am Rand des Schlossparks, Architekt Erwin Heine. Sakralraum mit annähernd ellipsenförmigem Grundriss, abgesetzt davon der stark durchbrochene Glockenturm. Innenraum durch rötliche Lochsteinwände bestimmt, die beidseits viermal gegeneinander versetzt sind. In den Versätzen Glasschlitze, die den natürlichen Lichteinfall auf den Altarraum leiten. Lichtbänder und Verglasung der Portalwand Angela von Hofer. Leicht gewölbte Sichtbetondecke über zwölf dünnen Stahlbetonpfeilern. Abschluss des Altarraumes durch ausschwingendes blaugetöntes Glasmosaik mit Sonne und Mond des Remscheider Bildhauers Hubert Kirchgäßner. Eingelassen in die Innenwand Grabstein von 1521 des Wernherus Buger. Er war einer der letzten kath. Pfarrer von Badenweiler vor der Reformation. Die Kirche zeigt die Phase der Nachkriegsentwicklung im Sakralbau, in der die traditionelle Architekturauffassung, z. B. die des gerichteten Raumes durch Auflösung geschlossener Wände, durch Materialwahl (unverputzter Backstein und Beton) sowie durch Betonung der Lichtführung relativiert wird. |    |
|                | Hotel                            | Kaiserstraße 5 (Karte)                     | 1860                | Hotel Engler, heute Verwaltungsgebäude, erbaut 1860 als Logierhaus, grundlegend umgebaut und aufgestockt 1905 in neobarocken Formen nach Plänen des Architekten Hertel. An West- und Nordseite Subtruktionsmauer. | BW |
| Weitere Bilder | Kirche                           | Kaiserstraße 8 (Karte)                     | 1893–1898           | Evang. Pfarrkirche, erbaut 1893–1898 durch Joseph Durm, anstelle einer erstmals 774 genannten Vorgängerkirche. Dreischiffige Basilika mit Querhaus, polygonalem Chor und nördlichem Chorflankenturm, dem an der südlichen Seite ein Sakristeianbau entspricht. Der Außenbau in rotem Sandstein durch Formen der Neo-Spätromanik wie Rosettenfenster, Rundbogenfriese oder Bobbel in den Tür- und Fensterlaibungen lebhaft gestaltet. Innenraum mit Rippengewölben. Emporen in den Seitenschiffen auf kräftigen Konsolen. Altar mit spätromanischem Christus, vermutlich aus der Abteikirche von Murbach im Elsaß. Im Chor übertragene Malereireste eines Totentanzes aus spätgotischer Zeit, ursprünglich aus der Turmvorhalle der Vorgängerkirche, sowie sechs Grabplatten des 17.–19. Jh. u.a. von Graf Egeno IV von Freiburg. Glasfenster mit Darstellung der Geburt, Kreuzigung und Auferstehung Christi wie auch die Kindersegnung sind Stiftungen des Großherzogs Friedrich, seiner Frau Hilda und angesehener Badenweiler Bürger. An der Kaiserstraße Substruktionsmauer. (Sachgesamtheit) |    |
| Weitere Bilder | Inhalatorium                     | Luisenstraße 2a (Karte)                    | 1913                | Radium Quell Emmanatorium, später Inhalatorium, erbaut 1913 von der Großherzoglichen Bezirksbauinspektion Lörrach. Polygonaler Zentralbau mit aufwendigem barockisierendem Portal. Im Emmanatorium versuchte man den geringfügigen Radonanteil des Thermalwassers für Heilzwecke auszunutzen. |    |
|                | Gehöft                           | Oberweiler, Oberer Kirchweg 27 (Karte)     | um 1750             | Gehöft aus Wohnhaus, Scheune, Back- und Brennhaus, Mitte 18. Jh. Im Innern des Wohnhauses bauzeitliche Treppe mit stark geschwungenen Pfosten. Scheune für örtliche Vereine umgenutzt. Am Back- und Brennhaus im OG hofseitige Laube. Großzügige Hofanlage am Ortsrand. Das Anwesen war zeitweise Forsthaus. (Sachgesamtheit) | BW |
| Weitere Bilder | Hotel Römerbad                   | Schloßplatz 1 (Karte)                      | 1823–spätes 19. Jh. | Hotel Römerbad, erster Bau 1823, heutige Form aus Vierflügelanlage mit Eckrisaliten, überkuppeltem Innenhof, letztes Viertel 19. Jh. Südwestlich anschließender Flügel 1903. |    |
|                | Römerberg-Klinik                 | Oberweiler, Schwärzestraße 20 (Karte)      | 1905–1906           | Römerberg-Klinik, erbaut 1905/06 als Rheumaklinik der badischen Eisenbahnen am Südhang der Schwärze. Repräsentative, auf den Kurort ausgerichtete Südfassade in historistischen Formen. Ausgedehnter Park mit teilweise aus der Erbauungszeit stammendem Baumbestand. Ab 1914 eigene Thermalwasserversorgung. Im 20. Jh. mehrfach erweitert und innen weitgehend modernisiert. | BW |
|                | Arrest                           | Oberweiler, Weilertalstraße 54 (Karte)     | 19. Jh.             | Ehemaliger Arrestturm, Anfang 19. Jh, daran neuerer eingeschossiger Anbau. | BW |
|                | Schwimmbad                       | Oberweiler, Weilertalstraße 72 (Karte)     | 1937–1938           | Schwimm- und Sportbad, erbaut 1937 bis 1939, Architekt: Lorenz. Dreiflügelbau, erhöhter Mitteltrakt mit Turmuhr. | BW |
|                | Mausoleum                        | Wilhelmstraße, Friedhof                    | um 1910             | |    |